# Канищенко, Леонид Алексеевич

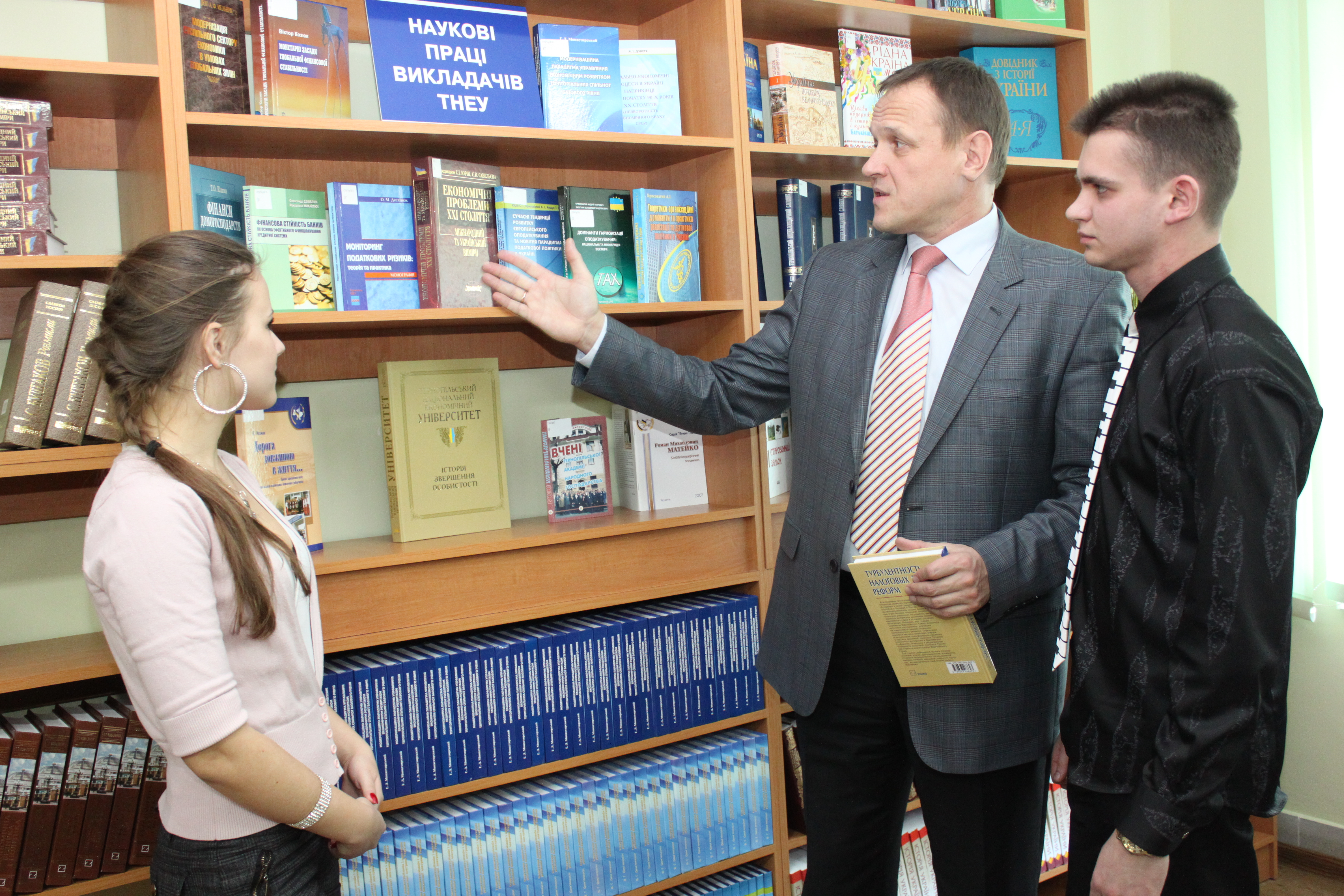
Помещение библиотеки им. Л. А. Канищенко

Леонид Алексеевич Канищенко (5 января 1929, Бурынь — 2 мая 2023, Киев) — советский и украинский учёный, кандидат экономических наук (1964), профессор (1989); действительный член Национальной академии педагогических наук Украины (НАПНУ, 1992), член Академии инженерных наук Украины (1990), академик Академии экономических наук Украины (1991).
Автор более 320 научных работ, в том числе 30 монографий, учебников и учебных пособий по проблемам экономической теории.

## Биография
Родился 5 января 1929 года в селе (ныне город) Бурынь Сумской области Украинской ССР.
В 1954 году окончил Киевский государственный университет (в настоящее время Киевский национальный университет имени Тараса Шевченко). Сразу по его окончании работал старшим преподавателем Ждановского металлургического института (в настоящее время Приазовский государственный технический университет в Мариуполе). В 1959—1966 годах — доцент кафедры физики Тернопольского медицинского института (в настоящее время Тернопольский национальный медицинский университет имени И. Я. Горбачевского). В 1964 году защитил кандидатскую диссертацию на тему «Социалистическая индустриализация Польской Народной Республики». В 1966—1970 годах — директор Тернопольского филиала Киевского института народного хозяйства, в 1971—1975 годах — ректор Тернопольского финансово-экономического института (в настоящее время Западноукраинский национальный университет).
В 1975—1992 годах Л. А. Канищенко работал в Министерстве высшего и среднего специального образования РСФСР: был начальником главного управления, первым заместителем и исполняющим обязанности министра. После распада СССР вернулся на Украину и с 1992 года работал академиком-организатором НАПНУ, с ноября этого же года — её вице-президент, академик-секретарь отделения высшего образования. Затем работал советником ректора Западноукраинского национального университета, позже — главным научным сотрудником Института высшего образования Национальной академии педагогических наук Украины. В период с 21 ноября 2005 года по 9 октября 2006 года являлся внештатным советником президента Украины В. А. Ющенко.
21 октября 2016 года имя Леонида Канищенко было присвоено библиотеке Западноукраинского национального университета.
Л. А. Канищенко женат на Канищенко Антонине Пантелеймоновне (род. 1938) — кандидате педагогических наук, профессоре Национального педагогического университета им. М. П. Драгоманова.
Был награждён советским орденом Знак Почёта и медалями, а также украинскими орденами «За заслуги» III степени (2004) и «Князя Ярослава Мудрого» V степени (2006).
Умер 2 мая 2023 года в Киеве на 95-м году жизни..